# Estación Cerro Gordo
Cerro Gordo fue una estación de ferrocarril que se hallaba en pleno Desierto de Atacama en la Región de Tarapacá de Chile. Fue parte del Longitudinal Norte y actualmente se encuentra inactiva.

## Historia
La estación originalmente fue construida como una de las terminales del Ferrocarril de Cerro Gordo, que conectaba dicho sector con las minas del sector de Challacollo; el ferrocarril inició su construcción en 1896 y fue inaugurado al año siguiente. Cuando fue construido el ferrocarril Longitudinal Norte en el tramo Pintados-Baquedano entre 1911 y 1913 la estación pasó a servir de conexión entre ambas líneas férreas hasta que la línea a Challacollo fue abandonada a fines de los años 1920. Según Santiago Marín Vicuña, la estación se encontraba ubicada a una altitud de 943 m s. n. m.
La estación aparece consignada tanto en mapas oficiales de 1929 como en publicaciones turísticas de 1949 y mapas de 1961, lo que da cuenta de su actividad de manera constante.
La estación dejó de prestar servicios cuando finalizó el transporte de pasajeros en la antigua Red Norte de la Empresa de los Ferrocarriles del Estado en junio de 1975, siendo clausurada formalmente el 15 de enero de 1979. Las vías del Longitudinal Norte fueron traspasadas a Ferronor y privatizadas, mientras que la estación fue abandonada.